# Nazzareno Mandolesi
Nazzareno Mandolesi (* 31. August 1944) ist ein italienischer Astrophysiker.
Mandolesi machte 1969 seinen Laurea-Abschluss an der Universität Bologna. Er war Professor an der Universität Ferrara und Forschungsdirektor am Istituto Nazionale di Astrofisica (INAF).
Mandolesi war leitender Wissenschaftler beim Planck-Weltraumteleskop.
2014 erhielt er die Amaldi-Medaille und 2015 den Edison-Volta-Preis.  2018 erhielt er mit Jean-Loup Puget und dem Planck-Team den Gruber-Preis für Kosmologie.